# Lepidilema maculifascia
Lepidilema maculifascia är en fjärilsart som beskrevs av George Francis Hampson 1916. Lepidilema maculifascia ingår i släktet Lepidilema och familjen björnspinnare. Inga underarter finns listade i Catalogue of Life.